# Dita von Teese
Pour les articles homonymes, voir Dita et Sweet.
Dita von Teese, nom de scène de Heather Renée Sweet, née le 28 septembre 1972 à Rochester (Michigan), est une danseuse érotique américaine. Elle est également mannequin érotique pour la photographie, chanteuse et actrice. Pour avoir re-popularisé le Burlesque, elle est surnommée la « Reine du Burlesque » (« Queen of Burlesque »),,,.

## Biographie
Heather Renée Sweet est née le 28 septembre 1972 à Rochester dans le Michigan (États-Unis). Elle est cadette d'une famille de trois enfants. Sa mère est manucure et son père machiniste. Sa grand-mère est à moitié arménienne et a été adoptée par une femme anglo-saxonne américaine. Dans son autobiographie, elle raconte la ville de son enfance : « C'est un univers bien loin des lumières de Hollywood et Paris. Mais les weekends, ma mère et moi avions un siège au premier rang dans une fusée vers ces mondes lointains à travers ces anciens films mettant en vedette les femmes plus glamour - Betty Grable, Mae West, Carmen Miranda, Marlene Dietrich... Elles étaient nos muses. »,.
Elle reçoit très tôt des cours de danse classique et devient danseuse dans une compagnie locale à l'âge de treize ans. Bien qu'elle ait longtemps désiré devenir ballerine professionnelle, elle déclare : « à quinze ans, j'étais au sommet de mes capacités ». La famille quitte le Michigan pour le comté d'Orange en Californie en raison du travail de son père. Heather entre à la University High School (en) à Irvine.

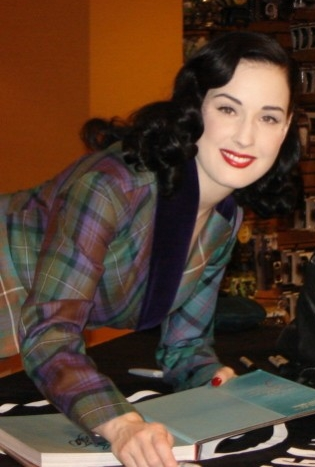
Dita Von Teese lors d'une séance de dédicace en 2005.

Adolescente, sa mère lui offre son premier soutien-gorge, fait de coton blanc, et une paire de collants couleur chair. Dita von Teese affirme avoir été très déçue, espérant alors recevoir des sous-vêtements lacés et des bas avec des porte-jarretelles, comme ceux qu'elle avait aperçus dans les magazines Playboy de son père. Cela ne fait que renforcer sa passion pour la lingerie. À l'âge de quinze ans, elle travaille comme vendeuse dans un magasin de lingerie, Lady Ruby's Lingerie, et en achète même parfois.
Depuis, elle a toujours adoré porter de la lingerie élaborée, des corsets et des guêpières avec des bas à coutures.
Lors de l'achat de son premier corset, à 17 ans, Heather découvre Bettie Page. Le vendeur lui explique que Page était une vedette pin-up des années 1940 et 1950. Von Teese en a alors fait son modèle, et teint ses cheveux blonds en noir pour lui ressembler.
À l'université, elle étudie les costumes historiques et aspire à devenir une costumière pour films d'époque. Elle a également des dons de couturière, et crée souvent les pièces de ses séances de photos[réf. souhaitée].

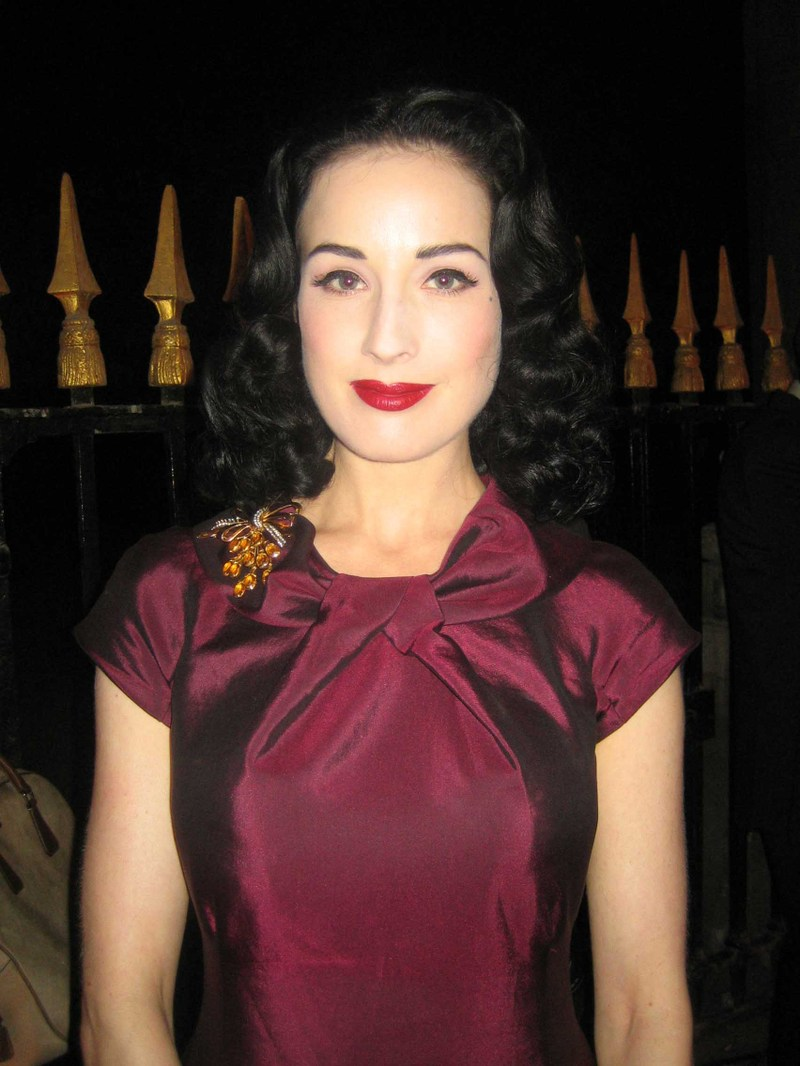
Dita von Teese en 2006.

Heather prend comme pseudonyme et nom de scène « Dita von Teese », en hommage à l'actrice de cinéma muet Dita Parlo. Le nom « Von Teese » provient du nom « Von Treese », tiré d'un annuaire et choisi pour sa première séance photo pour le magazine Lingerie, mais modifié en Von Teese préféré pour sa sonorité et adopté.
En avril 2008, le journal britannique The Sun révèle au grand public le passé pornographique lesbien de Dita von Teese à la suite de la publication de videos sur Internet. Elle se produisait alors sous son vrai nom : Heather Sweet. Ann Turner de PinkNews note que ces activités n'étaient pas réellement cachées, plusieurs de ces videos ayant déjà été proposées à la vente sur le site personnel de l'artiste.
Sa passion pour les costumes la mène progressivement vers l'esthétique soignée du fétichisme sexuel. Elle devient mannequin et pose en couverture de nombreux magazines internationaux (érotiques et fétichistes inclus) tels que Playboy (en décembre 2002), Tatler, Penthouse (en avril 2007), Citizen K, Maxim, Bizarre et Inked.[réf. nécessaire]
Dita Von Teese s’inspire de nombreuses stars du burlesque des années 1950 pour ses spectacles, comme celui avec un verre de martini ou de champagne géant. En octobre 2006, elle est ainsi invitée au Crazy Horse à Paris[source insuffisante]. Elle cite également Madonna, comme étant une source d'inspiration pour elle, ne serait-ce que pour sa longévité,.

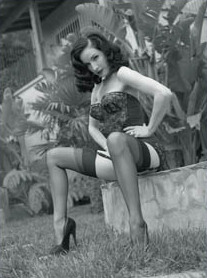
Dita Von Teese lors d'une séance de photographies

Début 2006, Dita Von Teese sort un livre de photographies, L'Art du glamour et du fétichisme, alliant images de pin-up et bondage.

## Vie privée
En 2001, elle commence à fréquenter le chanteur Marilyn Manson avec qui elle se marie en décembre 2005 à Castle Gurteen, comté de Tipperary, en Irlande. En janvier 2007, elle annonce officiellement leur divorce.
D'avril 2009 à novembre 2011, Dita est en couple avec Louis-Marie de Castelbajac, fils du créateur Jean-Charles de Castelbajac.
En avril 2012, elle a eu une relation avec Theo Hutchcraft, le chanteur du groupe anglais Hurts. Depuis 2014, elle a une relation avec le graphiste Adam Rajcevich[réf. nécessaire].

### Popularité
Son mariage avec Marilyn Manson a considérablement accru sa popularité et a donné un essor à sa carrière qu'elle développe dorénavant de manière indépendante. Son spectacle fut présenté avec succès dans diverses villes du monde : Hong Kong, New York, Montréal, Chicago. Elle a aussi fait des représentations en Europe, en Grande-Bretagne, en Allemagne, en Espagne, en Russie, en Italie, en Irlande et en Turquie, ainsi qu'une prestation remarquée et plébiscitée à Paris, au Crazy Horse Saloon en février et mars 2009. Elle est également montée sur la scène de l'Eurovision 2009 à Moscou pour performer sur la chanson proposée par l'Allemagne.
Grâce à sa notoriété, elle participe à la campagne de Peta « Animal Birth Control » (ABC) pour encourager la stérilisation des animaux de compagnie. Ce qui lui a valu un badbuzz à la suite d'une campagne.
Elle a été égérie publicitaire de la marque de cosmétiques M·A·C pour leur campagne Viva Glam VI ainsi que pour la marque de lingerie Frederick's of Hollywood ainsi que la marque Agent Provocateur, et dernièrement pour Wonderbra,.
Réputée pour son élégance et son sens de la mode, elle est aussi la « chouchou » de grands stylistes de mode tels que Marc Jacobs, Christian Louboutin[source insuffisante], Louis Vuitton, Chopard, Cartier ou encore Jean Paul Gaultier pour qui elle a défilé.
En 2002, le sculpteur espagnol Stephan Saint Emett réalise en 99 exemplaires une statuette en résine polychrome à son effigie, inspirée d'une photo de Christophe Mourthé avec qui elle collabore depuis 1998. En 2003, elle pose pour Pierre et Gilles.
Un DVD de son spectacle de 2009 au cabaret du Crazy Horse est sorti.
Le 16 mai 2009, en direct de Moscou, elle fait une apparition en petite tenue sur la scène du Concours Eurovision de la chanson, lors du passage de la chanson représentant l'Allemagne, Miss Kiss Kiss bang d'Alex Swings et Oscar Sings[source insuffisante]. Malgré sa présence, l'Allemagne ne termine que 20e sur 25, avec seulement 35 points. En septembre 2009, elle joue dans La Gentry de Paris Revue au Casino de Paris.
En 2010, elle orne les avions de la compagnie Virgin Atlantic qui effectuent la liaison entre les aéroports Heathrow de Londres (Royaume-Uni) et McCarran de Las Vegas (États-Unis) ainsi que les bouteilles de Perrier.
En février 2011, elle apparaît dans un épisode de la série Les Experts.
En 2014, elle apparaît dans le clip de la chanson Ugly Boy du groupe sud-africain Die Antwoord. Elle chante d'ailleurs dans le titre Gucci coochie du même groupe. Quatre ans plus tard elle sort son album, réalisé par Sébastien Tellier qui en a eu l'idée, chantant en français et en anglais.
Elle est également l'une des personnalités à participer au dernier défilé de Jean-Paul Gaultier en janvier 2020 telles Mylène Farmer, Coco Rocha, Rossy de Palma, Amanda Lear et Estelle Lefébure,.
En 2021, elle est au casting de deux émissions qui ont la danse comme toile de fond : en mai et juin, elle participe à la première saison de la version britannique de The Masked Dancer, déguisée en betterave. Elle sera la troisième éliminée de la compétition. En septembre, elle est au casting de la onzième saison de l'émission Danse avec les stars en France, où elle associée au danseur professionnel Christophe Licata. Elle gagnera la 5e place sur 13 participants.

## Filmographie
Sauf indication contraire, les informations mentionnées dans cette section peuvent être confirmées par la base de données cinématographiques IMDb,  présente dans la section « Liens externes ».

### Cinéma
- 2022 : Don't Worry Darling d'Olivia Wilde : elle-même
- 2018 : Les curieuses créations de Christine McConnell (The Curious Creations of Christine McConnell) : Vivienne (3 épisodes)
- 2014 : DitArielle de Ali Mahdavi : elle-même
- 2011 : Les Experts : Ellen Whitebridge / Agnes (1 épisode)
- 2007 : Saint Francis de Ezra Gould : Soul Bernard / Pica Bernard
- 2005 : The Death of Salvador Dali de Delaney Bishop : Gala
- 2004 : Blooming Dahlia de K. J. Kleefeld : Elizabeth Curt (court métrage)
- 2001 : Slick City: The Adventures of Lela Devin de John Fitzgerald : Lela Devin
- 1999 : Pin-Ups 2 de Andrew Blake
- 1998 : Question de confiance (Matter of Trust) de Joey Travolta : la fille avec C.T.
- 1995 : Romancing Sara de Lawrence Lanoff : Allison

### Vidéo-clips
- 2022 : Bejeweled de Taylor Swift[35]
- 2014 : UGLY BOY de DIE ANTWOORD
- 2013 : Disintegration de Monarchy
- 2013 : Up in the Air de Thirty Seconds to Mars
- 2004 : mOBSCENE de Marilyn Manson
- 2003 : Saint de Marilyn Manson
- 1998 : Redundant de Green Day

## Discographie

### Albums studio
- 2018 : Dita von Teese, composé et produit par Sébastien Tellier

### Singles
- 2016 : Gucci Coochie, de Die Antwoord
- 2018 : Rendez-vous
- 2018 : Bird of Prey